# Problem selekcji
Problem selekcji, problem wyboru – w algorytmice, zadanie polegające na tym, by dla danego zbioru {\displaystyle n}-elementowego oraz liczby {\displaystyle 1\leq k\leq n} wyznaczyć {\displaystyle k}-tą statystykę pozycyjną w tym zbiorze, czyli taki element, który znalazłby się na {\displaystyle k}-tej pozycji w posortowanym niemalejąco ciągu elementów tego zbioru.
Szczególne przypadki tego problemu stanowi wyznaczanie minimum, maksimum oraz mediany. 